# Selling (Denemarken)
Selling is een plaats in de Deense regio Midden-Jutland, gemeente Favrskov, en telt 665 inwoners (2007).